# Liste des maires d'Ispahan
Tableau présentant la liste des maires d'Ispahan :
| Nom transcrit              | Nom persan           | Mandat                             |
| Mehdi Jamalinejad          |                      | Depuis juin 2015                   |
| -------------------------- | -------------------- | ---------------------------------- |
| Mortéza Saghaiannejad      | مرتظی سقائیان نژاد   | mai 2003- juin 2015                |
| Hossein Shahramnia         | حسین شهرام نیا       | 8 mai 2003 - 29 mai 2003           |
| Mohammad Ali Javadi        | محمد علی جوادی       | 2 novembre 1997 - 5 mai 2003       |
| Hamid Réza Ezimian         | حمید رضا عظیمیان     | 15 février 1992 - 6 novembre 1997  |
| Djavad Sherbaf             | جواد شعرباف          | 4 février 1992 - 15 février 1992   |
| Hamid Réza Nikkar          | حمید رضا نیک کار     | 6 juin 1990 - 4 février 1992       |
| Mohammad Hassan Molkmadani | محمد حسن ملک مدنی    | 20 novembre 1983 - 7 juin 1990     |
| Hassan Derakhchandehpour   | حسن درخشنده پور      | 14 avril 1981 - 20 novembre 1983   |
| Abdolhossein Seif Ellahi   | عبد الحسین سیف اللهی | 23 février 1981 - 14 avril 1981    |
| Hossein Alavi              | حسین علوی            | 3 mars 1979 - 22 février 1981      |
| Ataman Ghanizadeh          | آتامان غنی زاده      | 23 février 1978 - 3 mars 1979      |
| Akbar Ghanami              | اکبر قانمی           | 8 janvier 1978 - 22 février 1978   |
| Réza Azmayesh              | رضا آزمایش           | 4 août 1975 - 7 janvier 1978       |
| Mohammad Mani              | محمد مانی            | 25 août 1973 - 4 août 1975         |
| Esmaïl Navab Safa          | اسماعیل نواب صفا     | 16 juin 1973 - 25 août 1973        |
| Bahman Rézania             | بهمن رضا نیا         | 14 décembre 1970 - 16 juin 1973    |
| Akbar Maghami              | اکبر مقامی           | 2 janvier 1970 - 4 décembre 1970   |
| Djahanguir Kia             | جهانگیر کیا          | 31 janvier 1968 - 11 janvier 1970  |
| Sa'id Hedjazi              | سعید حجازی           | 13 décembre 1967 - 31 janvier 1968 |
| Hassan Vahdanian           | حسن وحدانیان         | 17 janvier 1965 - 13 décembre 1967 |
| Réza Sadjadi               | رضا سجادی            | 22 mai 1964 - 17 janvier 1965      |

## Source
- (fa) « شهرداران اصفهان (Les maires d'Ispahan) », sur le site officiel de la municipalité d'Ispahan